# Eknö, Sandhamn

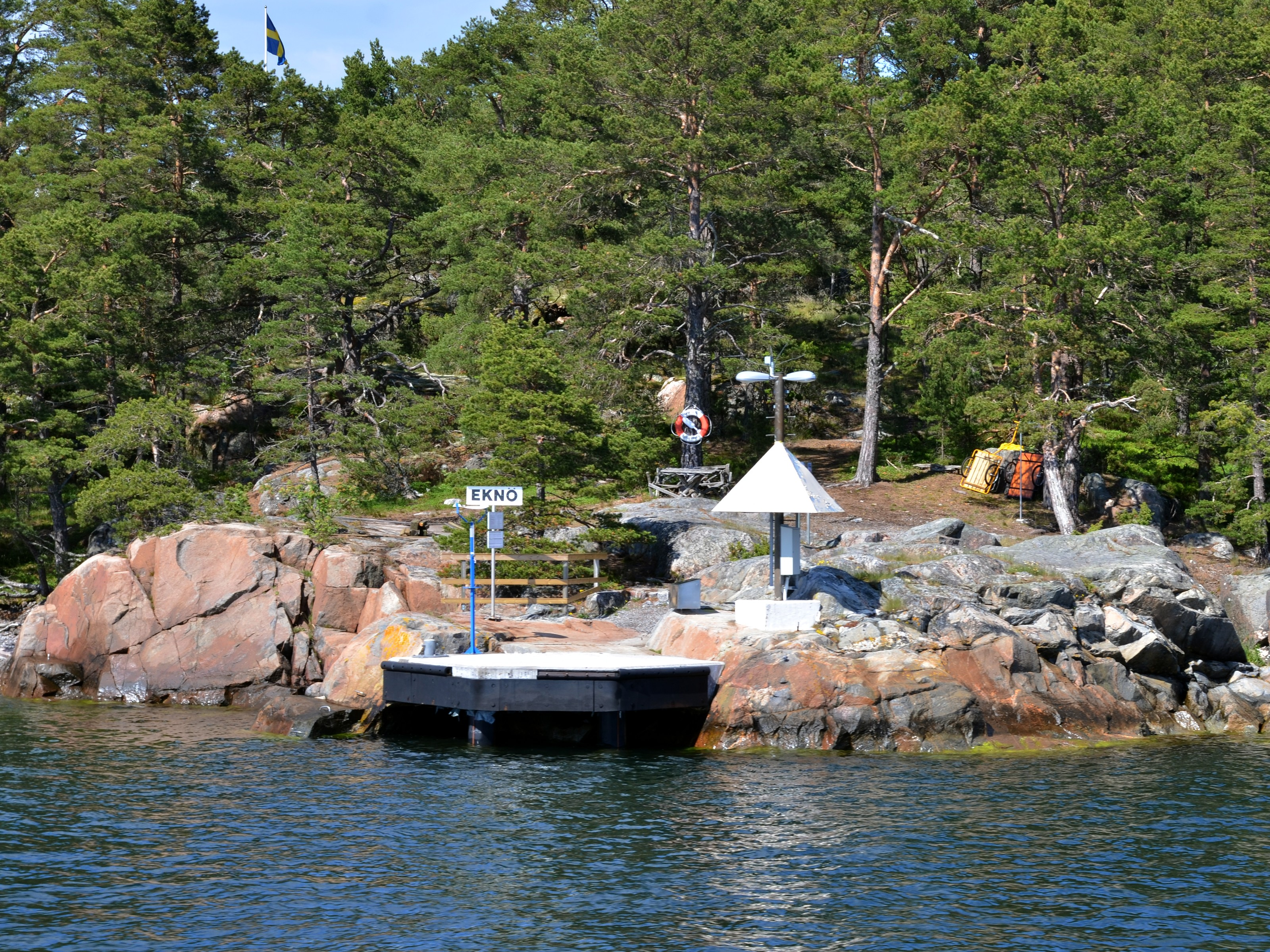
Ångbåtsbryggan på Eknö.

För andra betydelser, se Eknö.
Eknö är en ca 3 kilometer lång ö en sjömil nordväst om Sandhamn i Värmdö kommun.
Eknö har troligtvis varit bebott sedan 1200-talet, men den första dokumenterade bosättningen från 1626 var lotsen Eskil Rasmusson. I en manskapslängd från flottan 1695 noteras fem lotsar Eknö och en på Sandön. Under rysshärjningarna 1719 brändes alla hus på ön, men 1754 bodde här åter fem lotsar och åtta drängar. Det var först 1850 som lotsverksamheten koncentrerades till Sandhamn.
Eknö ligger intill Sandhamnsleden och den planerade Horsstensleden kommer att gå genom Eknösundet norr om Eknö.